# ロックマンワールド2
『ロックマンワールド2』（ロックマンワールドツー、ROCKMAN WORLD 2）は、1991年12月20日に日本のカプコンから発売されたゲームボーイ用横スクロールアクションゲーム。北米、欧州では『Mega Man II』のタイトルで発売された。

## 概要
同社による『ロックマンシリーズ』のゲームボーイ用ソフト第2作目。主人公のロックマンを操作し、タイムマシンにより未来に行ったDr.ワイリーが生み出した改造ロックマンを倒すことを目的としている。ベースとなる作品はファミリーコンピュータ用ソフト『ロックマン2 Dr.ワイリーの謎』（1988年）および『ロックマン3 Dr.ワイリーの最期!?』（1990年）。
開発は日本システムハウスが行い、音楽は山崎憲司が担当している。なお、ほかの『ロックマンワールド』は全て水口エンジニアリングが手掛けており、本作のみ別会社による開発となった。
2001年にニンテンドウパワーの書き換え用ソフトとして発売された他、2013年にニンテンドー3DS用のバーチャルコンソール対応ソフトとして配信された。

## ゲーム内容

### システム
ベース作品が存在するにもかかわらず、使われているBGMはほとんどがナンバリング作品のアレンジや流用ではなく本作オリジナルのものとなっている。システム面では『3』に近く、E缶のほかラッシュやスライディングがゲームボーイ作品の中では初登場している。またシリーズ中本作のみの仕様として、梯子を登っている状態で攻撃を受けても振り落とされずにそのまま登れること、エネルギー回復中に画面が静止せず、ポーズ（武器ウィンドウ開閉）を含めて操作が可能であることなどが挙げられる。

### 特殊武器
ナンバリング作品との相違点を中心に記述する。特記無きものは特徴はほぼ同じ。
メタルブレード（ME） - メタルマンを撃破 - 消費エネルギー（1/4）
今回は発射時の硬直が無くなり、走りながら発射できる。また特定の敵を一撃で破壊可能。

エアーシューター（AR） - エアーマンを撃破 - 消費エネルギー（2）
FC版よりも威力が大幅に低下しており､弱点であるクラッシュマンに武器エネルギーが尽きるまで当てても倒し切れない。

クラッシュボム（CL） - クラッシュマンを撃破 - 消費エネルギー（4）
FC版では特定の壁を破壊できたが､本作には破壊できる壁は存在しない。

リーフシールド（WD） - ウッドマンを撃破 - 消費エネルギー（3）
木の葉の当たり判定が『2』では4枚セットであったが、本作では1枚ずつに変更されている。そのため、4枚あるうちの1枚だけがはね返されて無くなるということがある。また、本作では当たっても木の葉が消えないため、連続でダメージを与えることができる。

ニードルキャノン（NE） - ニードルマンを撃破 - 消費エネルギー（1/4）

マグネットミサイル（MG） - マグネットマンを撃破 - 消費エネルギー（2）

ハードナックル（HA） - ハードマンを撃破 - 消費エネルギー（2）
『3』と違い、梯子に捕まっているときに使うと落ちてしまう。

タップスピン（TP） - タップマンを撃破 - 消費エネルギー（1）
『3』と違い、側面にしか当たり判定が無い。ただし、効かない敵に連発してもエネルギーを消費しない。

サクガーン（SG） - クイントを撃破 - 消費エネルギー（-）
削岩ロボットを改造したものである。先端の尖ったホッピングを呼び出し、その上に乗ることで使用する。敵を踏みつけることで攻撃するが、一撃で破壊できない場合はロックマン自身もダメージを受ける。また、特殊武器ゲージはサクガーンに乗っている間減り続ける。

### その他の特殊武器
ラッシュコイル（RC） - クラッシュマンを撃破 - 消費エネルギー（2）
乗ると、大ジャンプができる。
ナンバリング作品と異なり、今作以降のゲームボーイ作品ではロックマンの標準装備ではなく、ボスを倒して入手しなければならない。

ラッシュジェット（RJ） - エアーマンを撃破 - 消費エネルギー（-）
乗って上下左右に移動できる。『3』と違い、水中では使えない。

ラッシュマリン（RM） - メタルマンを撃破 - 消費エネルギー（-）
水中でしか使えないが、ラッシュジェットに似通った能力がある。また慣性が働くようになった。

ラッシュスペース
厳密には特殊武器ではないが、便宜上本項目で説明する。
今作で初登場のジェットとマリンの機能を併せ持ったようなラッシュの変形パターン。外見はラッシュマリンと同様だが、スクリューの代わりにロケットエンジンらしきものが装備されている。その名の通り、宇宙空間用の形態。プレイヤーの操作はできず、デモでのみ登場する。エンディングではワイリーマシンから奪ったミサイルを装備している。
『ロックマンワールド4』『ロックマンワールド5』でも登場する。

## ストーリー
ロックマンたちの活躍により世界征服の野望を阻止されたDr.ワイリーは、新たな手段として開発段階のタイムマシンを盗み出して過去の家庭用ロボットのロックマンを倒そうと考えた。ところがその盗み出したタイムマシンは未来にしか行けない欠陥があることが判明、そこでワイリーは未来へ行き、未来のロックマンを捕まえ改造してしまうという計画へと変更した。そしてワイリーの手下となった未来のロックマンが、現在のロックマンに立ちふさがる。

## 登場キャラクター

### メインキャラクター
DRN.001 ロックマン（Rockman）

Dr.ワイリー（Dr. Wily）

### ボスキャラクター
ナンバリング作品との相違点を中心に記述する。
『ロックマン2』から
前作同様、戦うのは選択ステージの一回のみ。
DWN.009 メタルマン（Metalman）
『2』と違い、床（ベルトコンベア）の流れる方向が切り替わらない。また一定の高さからジャンプして、メタルブレードを二枚投げる。

DWN.010 エアーマン（Airman）

DWN.013 クラッシュマン（Crashman）
弱点武器で与えられるダメージが大幅に減少している。

DWN.016 ウッドマン（Woodman）

『ロックマン3』から
後半のワイリーステージにのみ登場。前作同様、部屋にテレポートカプセルが並んだボスラッシュの形式になっているが、カプセルに入るとステージが存在する点が前作と異なる。
DWN.017 ニードルマン（Needleman）
弱点武器は2つ存在するようになった。

DWN.018 マグネットマン（Magnetman）

DWN.020 ハードマン（Hardman）
今作ではハードナックルに攻撃すると、こちらの攻撃を跳ね返す。

DWN.021 タップマン（Topman）
今作ではコマに攻撃すると、こちらの攻撃を跳ね返す。

### その他のボスキャラクター
クイント（Quint）
長所：未来がわかる / 短所：時差ボケ気味 / 好き：落とし穴を掘ること / 嫌い：タイムパラドックス
Dr.ワイリーがロックマンを倒す刺客として送り込んだロボット。ワイリーが戦闘機能を持たない未来のロックマンを捕らえて改造したものである。複数の説があり、「現代のワイリーが未来の自分と結託したため、未来のロックマンが現代のロックマンを助けに来たが、なんらかの理由で戦闘機能が低下していたためにワイリーに捕まった」とという説と、「未来ではワイリーが改心し平和が戻ったため、未来のロックマンも戦闘機能が外されていて、そこを現代のワイリーに襲われて捕まった」という説がある。本来は穏やかで戦いを好まないが、洗脳されているために攻撃を仕掛けてくる。上記の様に元々戦闘機能を持たないため、戦闘では削岩ロボットを改造した「サクガーン」に乗り込んで攻撃してくる。他のボスと異なり、体力ゲージが表示されない（ロックバスターの場合、32発で倒せる）。また、作中では撃破演出がなく生死不明。
オリジナルボスの中で唯一ロックマンキラーとしてナンバリングされていない。ただし、『ロックマンワールド5』ではロックマンキラーとともにに再登場している。
『ロックマン&フォルテ 未来からの挑戦者』でもある場面で登場する。

ワイリーマシン・ワールド2号（Wily Machine World 2）

ワイリーマシン・ワールド2号’（ダッシュ）（Wily Machine World 2 Dash）

ワイリーマシン・ワールド2号”（ツーダッシュ）（Wily Machine World 2 Two Dash）
対ロックマン用兵器。合計3形態との連戦になる。
また他作品のワイリーマシンと異なり、体力ゲージを0にすると外装がはがれて中身が露出するのではなく「飛行機タイプのワイリーカプセルがマシンを破壊されるたびに分離し、次のマシンに乗り継ぐ」形で戦う。ワイリーマシンの中では一番費用を費やした。2号’は力押しで戦うための戦車タイプ、2号”はワイリーの好きな恐竜タイプである。
ゲーム中では高さがロックマンより少し高い程度で、搭乗しているワイリーもロックマンの頭一個ほどの大きさになっている。
ロックマンシリーズでは珍しく、ワイリーが土下座をせず、カプセルごとその場から逃げ出す。また、撃破するとロックマンがワイリーマシンのミサイルを利用し、ワイリーにとどめをさしている（他の作品でもワイリーを倒した後にワイリーが逃げ出すものがあるが、土下座をした後である（『ロックマン4』など））。また、逃げ出したとしてもワイリーにはとどめをささず、見逃している（『ロックマン7』ではとどめをさそうとしているが、未遂で終わっている）。
1996年に発売された絵本『ロックマン Dr.ワイリーをやっつけろ!!』でもワイリーが乗り込んでいる。

## 移植版
| No. | タイトル                            | 発売日                                      | 対応機種        | 開発元               | 発売元   | メディア                                      | 型式 | 備考 | 出典                             |
| --- | ----------------------------------- | ------------------------------------------- | --------------- | -------------------- | -------- | --------------------------------------------- | ---- | ---- | -------------------------------- |
| 1   | ロックマンワールド2                 | 2001年3月1日                                | ゲームボーイ    | 水口エンジニアリング | カプコン | フラッシュロムカセット （ニンテンドウパワー） | -    |      |                                  |
| 2   | ロックマンワールド2                 | 2013年9月25日 2014年5月8日 PAL 2014年8月7日 | ニンテンドー3DS | 日本システムハウス   | カプコン | ダウンロード （バーチャルコンソール）         | -    |      | [ 8 ] [ 9 ] [ 10 ] [ 11 ] [ 12 ] |
| 3   | ゲームボーイ Nintendo Switch Online | 2024年6月7日                                | Nintendo Switch | 任天堂               | 任天堂   | ダウンロード                                  | -    |      | [ 13 ] [ 14 ] [ 15 ]             |

## 開発
本作はBGMだけでなく、操作感覚や画面演出にも他のシリーズ作品と異なる部分が多い。これについてプロデューサーの稲船敬二は「外注先が『ロックマンワールド』とは別の会社で、そこがあまりロックマンをわかっていなかった」とコメントしている。このことから『ロックマンワールド3』以降のゲームボーイ作品は『ロックマンワールド』と同じ会社に発注することにしたという。音楽を担当した山崎憲司も「ゲームに興味が無かった頃で、「ロックマン」がメジャーなタイトルだとは知らなかった」と謝罪している。
また、シリーズ作品の中でも難易度が低いという声があり、有賀ヒトシは発売当時の思い出として「前作ロックマンワールドと比べて、かなり簡単になったのですぐクリアできてしまった」と語っている。

## 評価
ゲーム誌『ファミコン通信』の「クロスレビュー」では、5・6・6・5の合計22点（満40点）、『ファミリーコンピュータMagazine』の読者投票による「ゲーム通信簿」での評価は以下の通りとなっており、22.3点（満30点）となっている。
| 項目 | キャラクタ | 音楽 | お買得度 | 操作性 | 熱中度 | オリジナリティ | 総合 |
| 得点 | 4.0        | 3.6  | 3.7      | 3.8    | 3.8    | 3.4            | 22.3 |